# Sinó

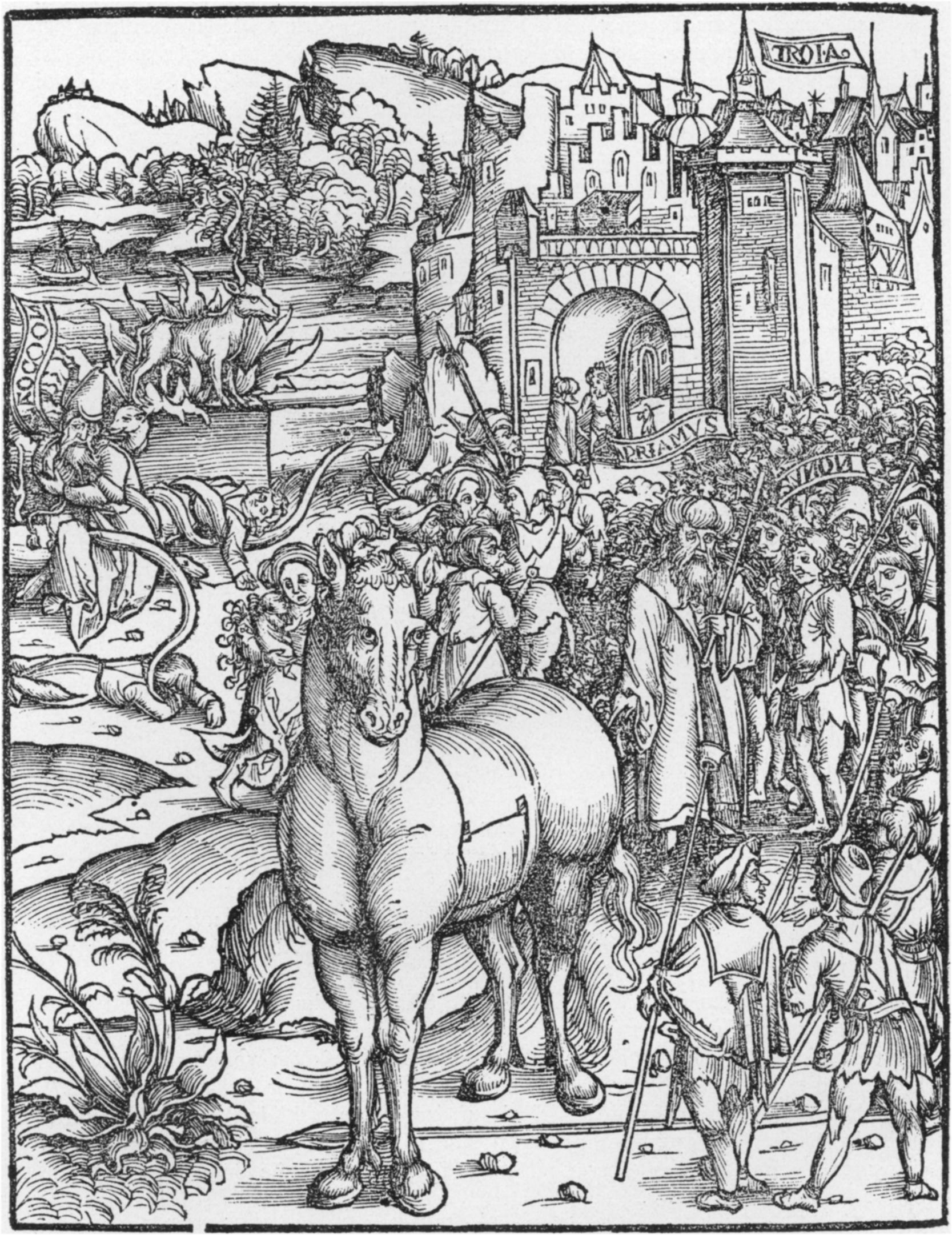
Príam i Sinó davant del Cavall de Troia. Il·lustració de lEneida. 1502

En la mitologia grega, Sinó (en grec antic Σίνων), va ser un guerrer que els grecs van deixar com a espia prop dels troians, cap al final de la Guerra de Troia, quan van fer veure que aixecaven el campament i marxaven amb totes les seves naus. Era fill d'Èsim, un germà d'Anticlea, la mare d'Odisseu, de manera que els dos herois són cosins germans i nets d'Autòlic.
Els grecs havien perdut l'esperança de conquerir Troia per la força, i van construir un enorme cavall de fusta, prou gran per ficar-hi en el seu interior un contingent de guerrers armats. L'exèrcit va partir amb l'esquadra, que es va amagar en secret davant l'illa de Tènedos. Sinó va romandre a terra i uns pastors troians el van fer presoner, i el van portar davant de Príam. Els troians reclamaven la seva mort, però el rei l'interrogà. Sinó va explicar que era una víctima de la persecució d'Odisseu, i que havia fugit per no ser sacrificat als Déus. Es fa passar per parent de Palamedes, a qui Odisseu havia condemnat a mort. Calcant, l'endeví, havia fet veure que els déus, irritats amb els grecs, exigien un sacrifici humà, i la víctima era Sinó, que va aconseguir escapar i amagar-se fins que la flota grega va salpar. Els troians li van preguntar perquè els grecs, abans d'embarcar, havien deixat un cavall gegant de fusta a les portes de la ciutat. Sinó els explicà que ho havien fet com un desagravi a Pal·las per haver robat el Pal·ladi, i com un tribut als déus per assegurar el seu retorn a casa. Va dir-los que havien fet el cavall tan gran per evitar que els troians el poguessin introduir a la ciutat, ja que si se n'apoderaven tindrien el favor dels déus, que Calcant havia interpretat, i serien invencibles davant una segona invasió grega.
La història va convèncer els troians, que, després del presagi que van rebre per la mort de Laocoont, van enderrocar la muralla per poder fer entrar el cavall a la ciutat tot ignorant les advertències de la profetessa Cassandra i de Laocoont. Durant la nit, Sinó va obrir els flancs del cavall i van sortir els grecs del seu interior, que van massacrar els troians, adormits o indefensos. (Virgili, L'Eneida II, 57-194).
Es fa referència a Sinó en l'Eneida, però no en la Ilíada ni en l'Odissea.
A la Divina Comèdia, Dant troba Sinó al vuitè cercle de l'infern, que correspon als que cometen frau, on és condemnat a patir altes febres.
William Shakespeare també fa referència a Sinó en diverses obres seves, usant-lo com a exemple de traïdor.
Quint d'Esmirna explica però, que Sinó, conduït davant de Príam, es va negar a parlar durant molt de temps i no revelava el secret del cavall. El van torturar i li van tallar el nas i les orelles. D'aquesta manera, en comptes de ser un perfecte traïdor, com diu Virgili, és un heroi màrtir per la seva pàtria.